# Världsmästerskapen i orientering 2017
Världsmästerskapen i orientering 2017 arrangerades i Tartu i Estland under perioden 30 juni -7 juli 2017. Det är första gången världsmästerskapen i orientering arrangeras i Estland.

## Program
| ● | Kval | ● | Finaler |

| Sporter / Datum                  | 30/6 Fr | 1/7 Lö | 2/7 Sö | 3/7 Må | 4/7 Ti | 5/7 On | 6/7 To | 7/7 Fr |
| -------------------------------- | ------- | ------ | ------ | ------ | ------ | ------ | ------ | ------ |
| Världsmästerskapen i Orientering | Sp      | Sp     | SpSt   |        | L      |        | M      | St     |
| Medaljceremoni                   |         |        |        | ●      |        | ●      | ●      | ●      |

## Media
Tävlingarna tv-producerades av VM-arrangörerna själva och alla tävlingar förutom kvalet till sprinten sändes live. I Sverige var det TV4 som sände i kanalerna TV4 Sport, TV12 och CMore till skillnad från VM 2016 då SVT sände tävlingarna. TV-produktionen visades även live i Danmark (DR), Finland (YLE), Estland (ERR) och mot en avgift via Internationella orienteringsförbundets hemsida. Sändningar från tävlingarna (sammandrag eller re-live) visades i ytterligare 139 länder.

## Sverige
Sveriges trupp till VM presenterades i början av juni och uttagningen gjordes efter uttagningstävlingar i Estland och världscupen i Finland i maj. Sveriges trupp betod av 14 löpare varav 6 damer och 8 herrar. Målet var att bli bästa nation med 6 medaljer varav 3 guld. Eftersom världsmästaren har en friplats till tävlingarna fick Sverige ställa upp med fyra tävlande i herrarnas sprint och damernas medeldistans och långdistans. 
Sprint:
Tove Alexandersson, Karolin Ohlsson, Lina Strand
Jerker Lysell, Jonas Leandersson, Emil Svensk, Martin Regborn
Sprintstafett:
Helena Jansson, Lina Strand, Jonas Leandersson, Jerker Lysell
Långdistans:
Tove Alexandersson, Helena Jansson, Emma Johansson, Karolin Ohlsson
William Lind, Martin Regborn, Johan Runesson
Medeldistans:
Tove Alexandersson, Helena Jansson, Emma Johansson, Lina Strand
Gustav Bergman, Albin Ridefelt, Johan Runesson
Stafett:
Johan Runesson, William Lind, Gustav Bergman
Emma Johansson, Helena Jansson, Tove Alexandersson

## Medaljliga
| Antal medaljer efter land | Antal medaljer efter land | Antal medaljer efter land | Antal medaljer efter land | Antal medaljer efter land | Antal medaljer efter land |
| Placering                 | Land                      | Guld                      | Silver                    | Brons                     | Summa                     |
| ------------------------- | ------------------------- | ------------------------- | ------------------------- | ------------------------- | ------------------------- |
|                           | Sverige                   | 4                         | -                         | 3                         | 7                         |
|                           | Norge                     | 2                         | 1                         | -                         | 3                         |
|                           | Danmark                   | 1                         | 2                         | -                         | 3                         |
|                           | Frankrike                 | 1                         | 2                         | -                         | 3                         |
| 5.                        | Schweiz                   | 1                         | 1                         | 1                         | 3                         |
| 6.                        | Ryssland                  | -                         | 3                         | 2                         | 5                         |
| 7.                        | Finland                   | -                         | -                         | 2                         | 2                         |
| 8.                        | Ukraina                   | -                         | -                         | 1                         | 1                         |

## Medaljörer

### Herrar

#### Långdistans[8]
1. Olav Lundanes  Norge 1.45.25
2. Leonid Novikov  Ryssland 1.47.15
3. William Lind  Sverige 1.47.38

#### Medeldistans[9]
1. Thierry Gueorgiou  Frankrike 33.12
2. Fabian Hertner  Schweiz 33.37
3. Oleksandr Kratov  Ukraina 33.42

#### Sprint[10]
1. Daniel Hubmann  Schweiz 14.30,6
2. Frederic Tranchand  Frankrike 14.33,5
3. Jerker Lysell  Sverige 14.35,8

#### Stafett[11]
1. Norge (Eskil Kinneberg, Olav Lundanes, Magne Daehli) 1.34.50
2. Frankrike (Frederic Tranchand, Lucas Basset, Thierry Gueorgiou) 1.36.06
3. Sverige (Johan Runesson, William Lind, Gustav Bergman) 1.36.53

### Damer

#### Långdistans[12]
1. Tove Alexandersson  Sverige 1.19.10
2. Maja Alm  Danmark 1.20.42
3. Natalia Gemperle  Ryssland 1.24.46

#### Medeldistans[9]
1. Tove Alexandersson  Sverige 32.34
2. Marianne Andersen  Norge 34.44
3. Venla Harju  Finland 36.44

#### Sprint[10]
1. Maja Alm  Danmark 13.55,5
2. Natalia Gemperle  Ryssland 14.32,5
3. Galina Vinogradova  Ryssland 14.34,2

#### Stafett[11]
1. Sverige (Emma Johansson, Helena Jansson, Tove Alexandersson) 1.41.12
2. Ryssland (Anastasia Rudnaya, Svetlana Mironova, Natalia Gemperle) 1.43.53
3. Finland (Venla Harju, Marika Teini, Merja Rantanen) 1.45.35

### Mixed

#### Sprintstafett[13]
1. Sverige (Lina Strand, Jerker Lysell, Jonas Leandersson, Helena Jansson) 1.03.32
2. Danmark (Cecilie Friberg Klysner, Andreas Hougaard Boesen, Tue Lassen, Maja Alm) 1:04.02
3. Schweiz (Elena Roos, Florian Howald, Martin Hubmann, Sabine Hauswirth) 1.04.26